# Страйтенфельд, Марк
Марк Страйтенфельд (нем. Marc Streitenfeld) — американский композитор немецкого происхождения, специализирующийся на музыке для кинофильмов. Известен своим сотрудничеством с кинорежиссёром Ридли Скоттом.

## Биография
Родился в Мюнхене (Германия). В возрасте 19 лет переехал в Лос-Анджелес. В начале карьеры работал в качестве музыкального ассистента у композитора Ханса Циммера, затем самостоятельно в качестве музыкального редактора и администратора в нескольких блокбастерах.
После работы в качестве музыкального супервизора над музыкой к фильму 2005 года «Царство небесное» (композитор Гарри Грегсон-Уильямс), по просьбе Ридли Скотта, Страйтенфельд написал музыку к кинофильму «Хороший год». Затем он продолжал писать музыку для всех последующих фильмов Скотта.
В 2008 году был номинирован на премию BAFTA за саундтрек к фильму Скотта «Гангстер».
До начала своей работы в качестве композитора, Страйтенфельд сотрудничал со Скоттом как музыкальный редактор, музыкальный супервизор и технический советник по нескольким проектам, в том числе «Великолепная афера», «Чёрный ястреб» и «Гладиатор».

## Фильмография
- 2006 — Хороший год
- 2007 — Гангстер
- 2008 — Совокупность лжи
- 2010 — Робин Гуд
- 2010 — Добро пожаловать к Райли
- 2012 — Схватка
- 2012 — Прометей
- 2015 — Полтергейст